# Татаринов, Николай Матвеевич
Николай Матвеевич Татаринов (14 декабря 1927, Войково, Донецкая область, УССР, СССР — 29 мая[уточнить] 2017, Санкт-Петербург) — советский спортсмен (современное пятиборье). Заслуженный мастер спорта СССР (1957), трёхкратный чемпион мира (1957—1959), серебряный призёр Олимпийских игр в команде (1960). Выступал за СКА (Ленинград).
Подполковник ВС СССР в отставке. 20 лет проработал преподавателем на кафедре физкультуры в Военно-медицинской академии

## Биография
Родился 14 декабря 1927 в с. Войково Донецкой области.
Спортом начал заниматься в авиационном училище в Ворошиловграде, куда поступил после окончания в 1944 году в Туле 9 классов. В 1945 лейтенанта Тарасова перевели в Харьков, в училище связи. Служил в Прибалтийском военном округе. 
В 1950 году поступил в Ленинградский военный институт физкультуры, хотя был зачислен на подготовительный факультет Академии имени Можайского. Институт окончил с золотой медалью. Современное пятиборье начал осваивать в 1952 году. В конце 1954 года на первенстве Украины Николай выиграл три вида из пяти, занял первое место в сумме пятиборья и впервые выполнил норматив мастера спорта СССР.
Дебютировал на Спартакиаде народов СССР-1956. Занял 21-е место. Слабо выступил в конном кроссе, но по результатам остальных четырёх дисциплин был вторым после Игоря Новикова. Но в мае 1957 года его даже не вызвали на отборочные соревнования к Всемирному фестивалю молодежи и студентов. Однако на старт Татаринов все же сумел выйти и стал вторым после Игоря Новикова. 
На чемпионате мира-1957 шёл вторым после четырёх видов. Николай занял третье место. Вторым был Тарасов, а чемпионом стал Новиков.
На счету Татаринова победы на самых различных соревнованиях, в том числе и на Спартакиадах народов СССР. В 42 года Татаринов входил в состав сборной Ленинграда по фехтованию и неплохо выступал на чемпионате страны.
Бронзовый призёр Спартакиады дружественных армий 1958 в командном зачёте по современному пятиборью. Также завоевал серебряную медаль в составе команды по военно-прикладному троеборью.
Чемпион II Спартакиады народов СССР в составе команды Ленинграда (1959).
Трёхкратный чемпион СССР (1957, 1958, 1959) в командном зачете, победитель Международных дружеских спортивных игр молодежи (1957) в личном первенстве.

## Награды
- Орден «Знак Почёта» (16.09.1960) — за успешные выступления в XVII летних и VIII зимних Олимпийских играх 1960 года, а также за выдающиеся спортивные достижения[4]
- Медаль «За боевые заслуги»
- Медаль «За победу над Германией»